# Aigueperse (Puy-de-Dôme)
Aigueperse je francouzská obec v departementu Puy-de-Dôme v regionu Auvergne. V roce 2012 zde žilo 2 630 obyvatel. Je centrem kantonu Aigueperse.